# Börje Vestlund

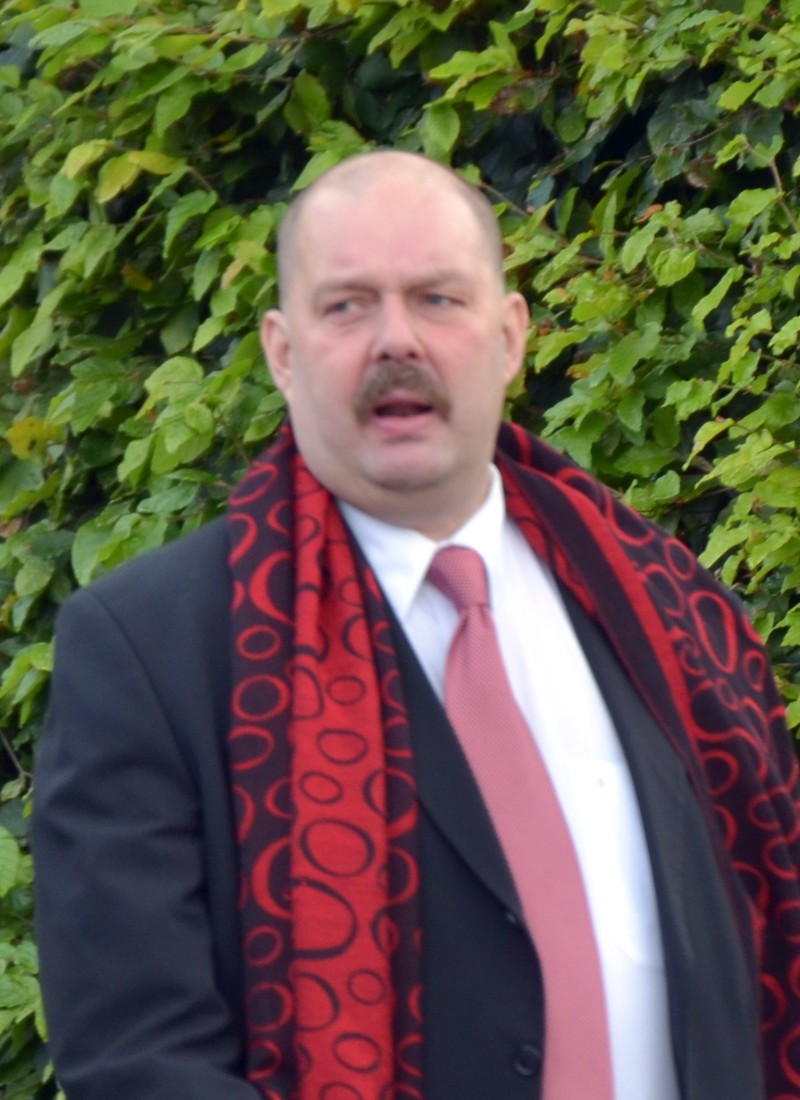
Börje Vestlund.

Börje Vestlund (2 tháng 2 năm 1960 – 22 tháng 9 năm 2017) là một chính khách dân chủ xã hội Thụy Điển, thành viên của Riksdag từ năm 2002 cho đến khi ông qua đời vào năm 2017. Ông công khai là người đồng tính.